# Aucula gura
Aucula gura là một loài bướm đêm trong họ Noctuidae.